# Coryphaenoides cinereus
Coryphaenoides cinereus är en fiskart som först beskrevs av Gilbert, 1896.  Coryphaenoides cinereus ingår i släktet Coryphaenoides och familjen skolästfiskar. Inga underarter finns listade i Catalogue of Life.